# جاندينو

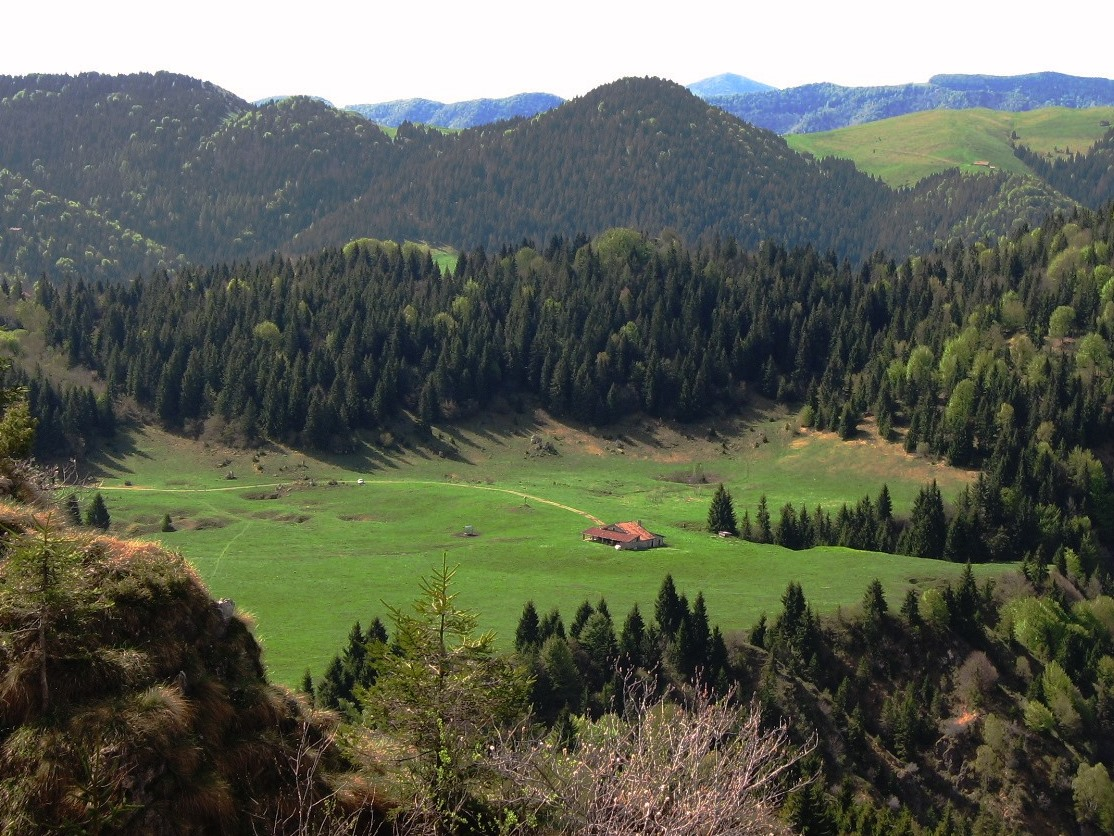
حقل أفيني ، حيث تم العثور على اكتشافات من العصر الحجري القديم الأعلى

جاندينو ( برغاماسك : Gandì ) هي كومونا (بلدية) في مقاطعة بيرغامو في منطقة لومباردي الإيطالية ، وتقع على بعد حوالي 70 كيلومتر (43 ميل) شمال شرق ميلانو وحوالي 20 كيلومتر (12 ميل) شمال شرق بيرغامو .
تقع جاندينو على حدود البلديات التالية: كاسنجو وكازانو سنات اندريا وسيريت وكلوسون و Endine Gaiano وليف وبيا وبونتي نوسا ورانزانيكو وروفيتا وسيفر.

## مشاهيرها
- لورنزو فرانا ، دبلوماسي من الفاتيكان ، مؤسس المتحف

## روابط أضافية
- الموقع الرسمي